# Apanteles argiope
Apanteles argiope är en stekelart som beskrevs av Nixon 1965. Apanteles argiope ingår i släktet Apanteles och familjen bracksteklar. Inga underarter finns listade i Catalogue of Life.